# Bègles
Bègles (occitanska: Begla) är en kommun i departementet Gironde i regionen Nouvelle-Aquitaine i sydvästra Frankrike. Kommunen ligger i kantonen Bègles som tillhör arrondissementet Bordeaux. År 2022 hade Bègles 30 968 invånare. Bègles är en förstad till Bordeaux och ligger söder om staden.

## Befolkningsutveckling
Antalet invånare i kommunen Bègles
Referens:INSEE